# Québecor Média
Québecor Média (QMI), filiale de Québecor, est un groupe de presse de journaux québécois.

## Description
Québecor Média appartient conjointement à la Caisse de dépôt et placement du Québec (24,6 %) et à Québecor (75,4 %).
Elle est active dans les télécommunications, la télédiffusion, les nouveaux médias interactifs, l’édition de journaux, de magazines et de livres, ainsi que dans la production, la distribution et la vente au détail d’un large éventail de produits culturels.
Bien qu'elle n'existe dans sa structure actuelle que depuis 2000, la genèse de ses activités remonte à 1950, année où le fondateur de Quebecor acquiert son premier journal. La création formelle de Québecor Média en 2000 signale l'adoption d'une stratégie d'intégration nouvelle, qui se déploie désormais sur les différentes plateformes de diffusion que possède l'entreprise.

## Historique

### Débuts
- 1950 Achat du Journal de Rosemont, un hebdo de quartier
- 1964 Lancement du Journal de Montréal
- 1965 Création de Quebecor inc.
- 1967 Lancement du Journal de Québec
- 1978 Création des Éditions Quebecor pour l'édition de livres
- 1980 Création de Publicor, éditeur de magazines
- 1986 Formation de Groupe de Musique Trans-Canada
- 1994 Création de Quebecor Multimedia, qui deviendra Nurun
- 1995 Acquisition de Groupe Archambault
- 1998 Acquisition de Corporation Sun Media et Canoe

### Création formelle
- 2000 Acquisition de Vidéotron et de TVA; création de Quebecor Media
- 2004 Lancement de Zik.ca
- 2005 Lancement de la téléphonie par câble par Vidéotron
- 2010 Lancement d’un réseau sans fil de 3e génération
- 2011 Lancement du Journal de Joliette
- Avril 2012 Ajout de l'accent sur le nom Québecor

## Filiales
- Vidéotron
- Groupe TVA
- Le Journal de Montréal
- Le Journal de Québec
- Groupe Livre Québecor Média
- Sun Media
- Studios BlooBuzz
- Le SuperClub Vidéotron
- Agence QMI
- Imprimeries Québecor Média

(P) : Partenariats

## Annexe